# Евфимий III Хиоский
Евфимий III, также известен как Евфимий IV (в миру Мелетий, араб. إيوثيميوس الرابع‎, греч. Ευθύμιος, известен также как ас-Сакизи (хиосец; от турецкого названия острова Хиос — Сакыз), ар-Руми (грек) и аль-Мусаввир (художник)) — патриарх Антиохийский и всего Востока (1635—1647).

## Биография
Мелетий по происхождению был греком с острова Хиос. Он подвизался иеромонахом в палестинской лавре Саввы Освященного и выполнял послушание иконописца. В годы пребывания в монастыре Мелетий познакомился с будущим антиохийским патриархом Евфимием Кармой, став его духовным чадом. В 1634 году Карма, став патриархом Евфимием II пригласил Мелетия в Дамаск. Однако вскоре Евфимий II тяжело заболел и назначил Мелетия своим преемником, который в начале 1635 года был возведён в патриархи Антиохии с именем Евфимий. 
Евфимий III не стремился к активным внешним церковным контактам. Несмотря на открытие иезуитской школы в 1643 году в Дамаске, Евфимий III (в отличие от своего предшественника) не предпринял активных действий по заключению унии с Римско-католической церковью. Также Евфимий III за время своего предстоятельства направил всего лишь две делегации за рубеж: в 1636 году в Грузию и в 1646 году в Россию. Поездка в Русское царство митрополита Аккарского Иеремии окончилась неудачей: по указу царя Алексея Михайловича, просителей из восточных православных патриархатов не пропускали далее Путивля, где Иеремия скончался в декабре 1646 года. Его спутники были отправлены на Ближний Восток со скромными подарками. В период патриаршества Евфимия III в Антиохийском патриархате продолжала доминировать группировка выходцев из Алеппо. Перед смертью назначил своим преемником митрополита Алеппского Мелетия аз-Заима.

## Комментарии
1. ↑  В патриарших списках К. Королевского он фигурирует как Евфимий III в списке Константина он обозначен как Евфимий IV.